# Supercopa d'Espanya de futbol 2015
La Supercopa d'Espanya 2015 va ser la 32a edició de la Supercopa d'Espanya de futbol, una competició futbolística que enfronta el campió de la lliga espanyola amb el de la copa. En aquesta ocasió es va disputar a doble partit l'agost de 2015, entre l'equip que va ser tant campió de la lliga espanyola 2014-15 com de la Copa del Rei 2014-15, el FC Barcelona, i el finalista de la Copa del Rei 2014-15, l'Athletic Club de Bilbao.
L'Athletic Club va guanyar el títol en vèncer el Barça per un resultat global de 5-1. El davanter de l'Athletic Aritz Aduriz va marcar quatre gols entre els dos partits.
Des de la Supercopa d'Espanya 2007 no passava que el campió o subcampió de Copa guanyés la Supercopa. Aquest trofeu va implicar per a l'Athletic la fi d'una sequera de títols que durava des del 1984.

## Detalls dels partits

### Partit d'anada
| Athletic Club                              | 4–0              | FC Barcelona |
| ------------------------------------------ | ---------------- | ------------ |
| San José 13' · Aduriz 52', 61', 67' (pen.) | Fitxa del partit |              |

| Athletic Club | Barcelona |

| GK               | 1  | Gorka Iraizoz (c) |     |     |
| RB               | 10 | Óscar de Marcos   |     |     |
| CB               | 16 | Xabier Etxeita    | 70' |     |
| CB               | 4  | Aymeric Laporte   |     |     |
| LB               | 24 | Mikel Balenziaga  |     |     |
| DM               | 7  | Beñat Etxebarria  | 44' |     |
| DM               | 6  | Mikel San José    | 89' |     |
| RM               | 14 | Markel Susaeta    | 73' | 84' |
| AM               | 5  | Javier Eraso      | 78' | 76' |
| LM               | 25 | Sabin Merino      |     | 66' |
| CF               | 20 | Aritz Aduriz      |     |     |
| Suplents:        |    |                   |     |     |
| GK               | 31 | Iago Herrerín     |     |     |
| DF               | 2  | Eneko Bóveda      |     | 84' |
| DF               | 3  | Gorka Elustondo   |     |     |
| DF               | 18 | Carlos Gurpegui   | 87' | 76' |
| DF               | 30 | Iñigo Lekue       |     | 55' |
| MF               | 23 | Ager Aketxe       |     |     |
| FW               | 9  | Kike Sola         |     |     |
| Entrenador:      |    |                   |     |     |
| Ernesto Valverde |    |                   |     |     |

| GK           | 1  | Marc-André ter Stegen |     |     |
| RB           | 6  | Dani Alves            |     |     |
| CB           | 15 | Marc Bartra           |     |     |
| CB           | 23 | Thomas Vermaelen      |     |     |
| LB           | 21 | Adriano               |     |     |
| DM           | 14 | Javier Mascherano     | 80' |     |
| CM           | 12 | Rafinha               |     | 51' |
| CM           | 8  | Sergi Roberto         |     | 59' |
| RF           | 10 | Lionel Messi (c)      |     |     |
| CF           | 9  | Luis Suárez           |     |     |
| LF           | 7  | Pedro Rodríguez       | 40' | 71' |
| Suplents:    |    |                       |     |     |
| GK           | 13 | Claudio Bravo         |     |     |
| DF           | 3  | Gerard Piqué          |     |     |
| MF           | 4  | Ivan Rakitic          |     | 59' |
| MF           | 5  | Sergio Busquets       |     |     |
| MF           | 8  | Andrés Iniesta        | 89' | 51' |
| FW           | 16 | Sandro                |     | 71' |
| FW           | 17 | Munir El Haddadi      |     |     |
| Entrenador:  |    |                       |     |     |
| Luis Enrique |    |                       |     |     |

| Àrbitres assistents: José María Sánchez Santos Ignacio Rubio Palomino Quart àrbitre: Germán Cid Camacho |

### Partit de tornada
| FC Barcelona | 1–1              | Athletic Club |
| ------------ | ---------------- | ------------- |
| Messi 44'    | Fitxa del partit | Aduriz 75'    |

| Barcelona | Athletic Club |

| GK           | 13 | Claudio Bravo         |     |     |
| RB           | 6  | Dani Alves            |     |     |
| CB           | 3  | Gerard Piqué          | 55' |     |
| CB           | 14 | Javier Mascherano     | 55' |     |
| LB           | 24 | Jérémy Mathieu        |     |     |
| DM           | 5  | Sergio Busquets       |     |     |
| CM           | 4  | Ivan Rakitic          |     | 68' |
| CM           | 8  | Andrés Iniesta (c)    |     |     |
| RF           | 10 | Lionel Messi          |     |     |
| CF           | 9  | Luis Suárez           |     |     |
| LF           | 7  | Pedro Rodríguez       | 43' | 68' |
| Suplents:    |    |                       |     |     |
| GK           | 1  | Marc-André ter Stegen |     |     |
| DF           | 15 | Marc Bartra           |     |     |
| DF           | 23 | Thomas Vermaelen      |     |     |
| MF           | 12 | Rafinha               |     |     |
| MF           | 20 | Sergi Roberto         |     |     |
| MF           | 16 | Sandro                |     | 68' |
| FW           | 17 | Munir El Haddadi      |     | 68' |
| Entrenador:  |    |                       |     |     |
| Luis Enrique |    |                       |     |     |

| GK               | 1  | Gorka Iraizoz       |     |     |
| RB               | 2  | Eneko Bóveda        | 29' |     |
| CB               | 16 | Xabier Etxeita      |     | 68' |
| CB               | 4  | Aymeric Laporte     |     |     |
| LB               | 24 | Mikel Balenziaga    |     |     |
| DM               | 18 | Carlos Gurpegui (c) |     |     |
| DM               | 7  | Beñat Etxebarria    | 59' | 82' |
| RM               | 10 | Óscar de Marcos     |     |     |
| AM               | 5  | Javier Eraso        | 41' |     |
| LM               | 14 | Markel Susaeta      |     |     |
| CF               | 20 | Aritz Aduriz        | 58' | 79' |
| Suplents:        |    |                     |     |     |
| GK               | 13 | Iago Herrerín       |     |     |
| DF               | 3  | Gorka Elustondo     |     | 68' |
| DF               | 30 | Iñigo Lekue         |     |     |
| MF               | 17 | Mikel Rico          |     | 82' |
| MF               | 23 | Ager Aketxe         |     |     |
| FW               | 9  | Kike Sola           | 86' | 79' |
| FW               | 25 | Sabin Merino        |     |     |
| Entrenador:      |    |                     |     |     |
| Ernesto Valverde |    |                     |     |     |

| Àrbitres assistents: Roberto Alonso Fernández Marcos Álvarez Moreno Quart àrbitre: Miguel Ángel Ortiz Arias |